# Estádio Nélson Peixoto Feijó
Het Estádio Nélson Peixoto Feijó is een multifunctioneel stadion in Maceió, een stad in Brazilië. 
Het stadion wordt vooral gebruikt voor voetbalwedstrijden, de voetbalclub SC Corinthians Alagoano maakt gebruik van dit stadion. In het stadion is plaats voor 10.000 toeschouwers. Het stadion heeft als bijnamen 'Nelsão' en 'Feijozão'.